# Solange Dekker
Solange Dekker es una modelo, peluquera y reina de belleza neerlandesa que ganó el título de Miss International Queen 2023 celebrado el sábado 24 de junio de 2023 en el Tiffany's Show en Pattaya, Tailandia. Es la primera concursante de los Países Bajos en ganar el título.
Dekker estuvo entre las 22 concursantes que participaron en el certamen, junto con Qatrisha Zairyah Kamsir de Singapur y Melony Munro de Estados Unidos, que terminaron segunda y tercera, respectivamente.

## Concursos de belleza
Solange Dekker comenzó su carrera en certámenes cuando participó en Miss Trans Star International 2019 celebrado en Barcelona, España. Su determinación e intelecto la llevaron a convertirse en una de las finalistas del certamen Miss Universo Países Bajos y a recibir el premio Miss Redes Sociales.
También compitió en Miss Belleza de Holanda Septentrional, un certamen regional que se celebra en todo el país.